# Kuglhof (Pfaffenhofen an der Ilm)
Der Kuglhof ist ein Stadtteil von Pfaffenhofen an der Ilm im oberbayerischen Landkreis Pfaffenhofen an der Ilm.

## Geographie
Kuglhof ist zugleich der amtliche Name des Weilers sowie der Hausname für das Gehöft in der gleichnamigen Straße und eines Gewerbegebietes südöstlich der Kernstadt.

## Etymologie
Einer Sage nach soll hier ein Bauer einen steinharten Knödel aus dem Fenster geworfen haben. Dieser soll einen Hügel hinuntergekugelt sein und hinterließ eine Rinne. Tatsächlich kommt der Name wahrscheinlich von Kogel, was ein altes Wort für Hügel ist. Damit wäre der Kuglhof ein Hof auf einem Hügel, was diesen lokalen Gegebenheiten entspricht.

## Geschichte
1836 ließ der Bauer auf dem Kuglhof Joseph Barth eine Kapelle zu Ehren der Muttergottes dort bauen. Bis März 1971 war der Kuglhof ein Ortsteil von Eberstetten und wurde mit dem Großteil der Gemeinde am 1. April 1971 in die Stadt Pfaffenhofen eingegliedert. 
Zum 7. Mai 2023 fand eine Abstimmung in Pfaffenhofen als Bürgerentscheid statt, weil die Fläche der Gewerbegebietes erheblich vergrößert werden sollte. Bei der Abstimmung wurde die Erweiterung des Gewerbegebietes „Kuglhof 2“ abgelehnt.

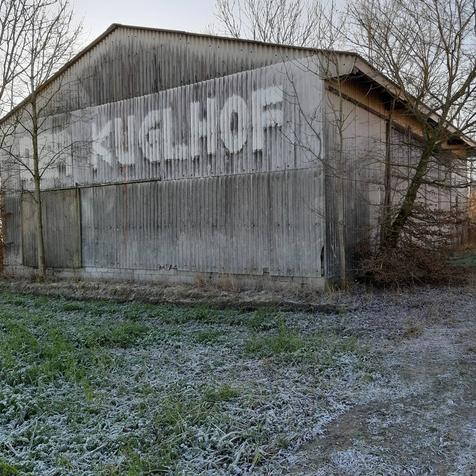
Schriftzug an der Straße Kuglhof
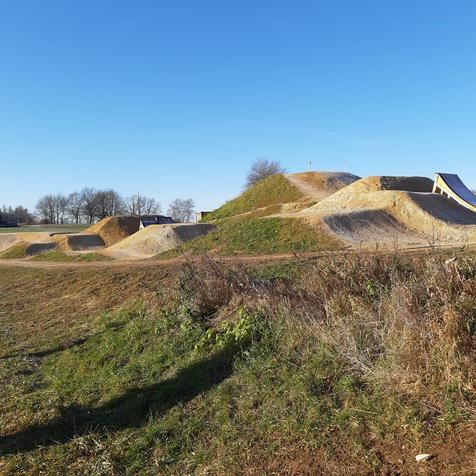
BMX-Bahn am Kuglhof
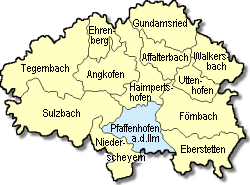
Pfaffenhofen mit Eingemeindungen